# نادي أتليتيكو سان تيلمو
نادي أتليتكو سان تيلمو (بالإسبانية: Club Atlético San Telmo)‏ هو نادي رياضي أرجنتيني يقع في حيّ سان تيلمو ‏ في مدينة بوينس آيرس. يشتهر النادي بشكل أساسي بفريق كرة القدم، والذي يلعب حاليًا في دوري الدرجة الثانية.